# Colgate International 1978
Colgate International 1978 — жіночий тенісний турнір, що проходив на відкритих трав'яних кортах Devonshire Park в Істборні (Англія). Належав до категорії AA в рамках Colgate Series 1978. Турнір відбувся вчетверте і тривав з 19 червня до 24 червня 1978 року. Друга сіяна Мартіна Навратілова виграла титул, перемігши першу сіяну Кріс Еверт й відігравши матч-бол, і заробила 14 тис. доларів.

## Фінальна частина

### Одиночний розряд
Мартіна Навратілова —  Кріс Еверт 6–4, 4–6, 9–7
- Для Навратілової це був 8-й титул в одиночному розряді за сезон і 22-й — за кар'єру.

### Парний розряд
Кріс Еверт /  Бетті Стов —  Біллі Джин Кінг /  Мартіна Навратілова 6–4, 6–7, 7–5

## Розподіл призових грошей
| Дисципліна       | П       | F      | ПФ     | ЧФ     | 1/8    | 1/16 | 1/32 |
| Одиночний розряд | $14,000 | $7,000 | $3,600 | $1,800 | $1,000 | $550 | $250 |

## Нотатки
1. ↑  Турніри з призовими для жінок принаймні 75 тис. доларів.[1]